# پلیس دیوانه
پلیس دیوانه (به انگلیسی: Maniac Cop) یک فیلم اکشن و اسلشر آمریکایی محصول سال ۱۹۸۸ به کارگردانی ویلیام لوستیگ، نویسندگی لری کوئن با بازی تام اتکینز، بروس کمبل، لورین لاندن، ریچارد راوندتری، ویلیام اسمیت، رابرت زی‌دار و شری نورث است. یک افسر پلیس سابق قاتل که از مردگان بازگشته است و به دنبال انتقام از افرادی است که به او ظلم کردند. این اولین قسمت از مجموعه فیلم‌های پلیس دیوانه می‌باشد.

## داستان
در شهر نیویورک، یک پیشخدمت در راه خانه توسط دو سارق مورد تعرض قرار می‌گیرد و از یک افسر پلیس کمک می‌گیرد ولی افسر گردن او را می‌شکند. طی دو شب آینده، این «پلیس دیوانه» مرتکب قتل‌های بیشتری می‌شود، این باعث وحشت و نارضایتی در بین شهر می‌شود و باعث می‌شود گشت زنی‌های بی‌گناه یا به ضرب گلوله کشته شوند یا در خیابان‌ها توسط افرادی که می‌ترسند پلیس دیوانه باشند از آنها دوری کنند.

## دنباله‌ها
- پلیس دیوانه ۲ (۱۹۹۰)
- پلیس دیوانه ۳ (۱۹۹۳)[۴]

## بازسازی
در اوت ۲۰۱۷ شایعه شده بود که بازسازی پلیس دیوانه در دست ساخت است. در نوامبر ۲۰۱۸ گفته شد که بازسازی هنوز در حال توسعه است و لحنی کاملاً متفاوت از فیلم اول خواهد داشت.